# Eduard Šittler
Eduard Šittler (17. května 1864, Jistebnice – 8. června 1932, Praha) byl český římskokatolický kněz, kanovník Královské kolegiátní kapituly sv. Petra a Pavla na Vyšehradě, pedagog, zakladatel církevní památkové péče a historik chrámového umění.

## Životopis
Pocházel z chudé textilácké rodiny v Jistebnici, měl tři sestry a jednoho bratra. Vystudoval gymnasium v Táboře a arcibiskupský seminář v Praze. 19. září 1886 byl vysvěcen na kněze a nastoupil jako kaplan v Sangerbergu (dnes Prameny) na Mariánskolázeňsku, odkud byl po roce přeložen do Petrovic u Sedlčan. Tam kromě kněžského působení vedl opravu kostela svatého Petra a Pavla a sám restauroval hlavní oltář. Účastnil se také obnovy kostela Nanebevzetí Panny Marie v Obděnicích.
Pedagogickou dráhu začal v Praze roku 1898 jako katecheta na malostranském a akademickém gymnasiu, a jako provisor Arcibiskupského semináře, na němž později přednášel dějiny umění. Jako farář a funkcionář spolku Dědictví sv. Prokopa zajišťoval stavbu novogotického kostela sv. Prokopa v Praze na Žižkově (1899–1903). Za toto dílo byl vyznamenán zlatým papežským řádem. Umělecko-historické zájmy ho dovedly k práci v Komisi pro soupis uměleckých památek Království českého, v Památkovém sboru hl. m. Prahy, kde zastával po léta funkci místopředsedy, do Královské české akademie věd a umění, roku 1887 nastoupil do církevního odboru Křesťanské akademie, kde byl zprvu jednatelem, později ředitelem, a v 90. letech se stal členem redakce časopisu Památky archeologické a místopisné.
Těžiště jeho práce leží mezi lety 1898–1927. Roku 1903 byl na přímluvu kanovníka Josefa Buriana zvolen sídelním kanovníkem Vyšehradské kapituly, jíž sloužil také jako archivář a strážce kapitulního muzea. Z venkovských kostelů stahoval nejcennější paramenta a preciosa výměnou za nová, zhotovená dílnami Paramentního ústavu či uměleckořemeslných spolupracovníků Křesťanské akademie. Vlastní sbírku starého církevního umění a pohlednic předal do Národního muzea v Praze, dnes je v oddělení starších českých dějin.
Hluboké vzdělání teologické a historické se v osobnosti Eduarda Šittlera pojilo s umělecko-řemeslnou zručností, analytickou schopností a výtvarným vkusem. Přátelil se s historiky, archiváři, výtvarníky, zaujal diplomatický post tajného papežského komoří. Od 80. let 19. století spolupracoval s předními osobnostmi oboru, nejtěsněji s historikem umění a pražským světícím biskupem Antonínem Podlahou, dále s architektem a designérem Josefem Fantou, architektem Kamilem Hilbertem a historikem umění Karlem Chytilem. Preciosa zadával k zhotovení zlatníkům pracujícím pod Křesťanskou akademií podle umělecky kvalitních návrhů, zejména dílně Aloise a Jana Tenglerů nebo u Aloise Kettnera. Jeden kalich objednal u architekta Jože Plečnika.
Šittler jako komisař spoluorganizoval s Antonínem Podlahou Svatojánskou výstavu (1893), Svatovojtěšskou výstavu (1898), k oběma vydali reprezentační monografické album; pro Národopisnou výstavu českoslovanskou v roce 1895 připravil církevní památky a vydal album parament ušitých podle návrhů Josefa Fanty. Církevní část zpracoval také pro jubilejní výstavu Obchodní a živnostenské komory v Praze roku 1908. V badatelském záběru obsáhl stavební památky: monografie Kostel sv. Linharta a staroměstský dům U černého orla, čtyři svazky soupisů uměleckých památek: politické okresy Sedlčany, Milevsko, Karlín a Svatovítský poklad) z uměleckých řemesel zejména preciosa a paramenta (s Antonínem Podlahou napsal monografie: Chrámový poklad u sv. Víta a Loretánský poklad), statěmi o církevních památkách přispíval zejména do Památek archeologických; část jeho díla zůstala nepublikována.

## Dílo
- ŠITTLER, Eduard. Kostel sv. Linharta a dům U černého orla na Starém městě pražském. Praha: vl.n., 1932. Dostupné online.
- ŠITTLER, Eduard; PODLAHA, Antonín. Loretánský poklad v Praze. Praha: vl.n., 1901. Dostupné online.
- ŠITTLER, Eduard; PODLAHA, Antonín. Chrámový poklad u sv. Víta v Praze : Jeho dějiny a popis. Praha: Dědictví sv. Prokopa, 1903. Dostupné online.
- ŠITTLER, Eduard; PODLAHA, Antonín. Poklad svatovítský a knihovna kapitulní. Praha: Archeologická komise při České Akademii císaře Františka Josefa pro vědy..., 1903. Dostupné online.
- ŠITTLER, Eduard; PODLAHA, Antonín. Soupis památek historických a uměleckých v politickém okresu Karlínském. Praha: Archeologická komise při České Akademii císaře Františka Josefa pro vědy..., 1901. Dostupné online.

## Pozůstalost
- Úřední korespondence, rukopisy knih a odborných statí, topografická kartotéka jsou uloženy v Archivu Národního muzea.
- Soukromý archiv je v Památníku národního písemnictví v Praze.
- Šittlerova sbírka rodinných památek, řádů, vyznamenání a starožitností je uložena v Národním muzeu v Praze.